# Chuckie Egg
Chuckie Egg est un jeu vidéo de plates-formes édité par A&F Software sorti en 1983. Le jeu est à l'origine développé pour le ZX Spectrum, le BBC Micro et le Dragon 32. Sa popularité lui a permis d'être publié au cours des années suivantes sur Commodore 64, Acorn Electron, MSX, Tatung Einstein, Amstrad CPC et Atari 8-bit. Il a ensuite été mis à jour sur Amiga, Atari ST et IBM PC.

## Système de jeu
Le joueur contrôle Harry dont le but est de collecter douze œufs dans chacun des niveaux avant la fin du compte à rebours. Des autruches meurtrières circulent de manière imprévisible sur les plates-formes et les échelles. Le joueur peut en plus monter sur des ascenseurs présents dans certains niveaux. Harry perd une vie s'il touche une autruche, s'il tombe dans un trou en bas du niveau ou si un ascenseur l'entraîne jusqu'en haut du niveau. De plus, plusieurs tas de graines peuvent être ramassés avant que les autruches ne les mangent pour augmenter les points et arrêter le compte à rebours pour un certain temps. Le jeu recommence à la fin des huit niveaux avec l'apparition d'un canard qui poursuit Harry librement, mais sans les autruches; puis recommence une troisième et ultime fois avec le canard ET les autruches qui circulent ensemble ; ce qui fait 24 niveaux au total. Le joueur commence avec cinq vies et une vie supplémentaire est décernée tous les 10 000 points.

## Accueil
Le jeu est l'une des entrées de l'ouvrage Les 1001 jeux vidéo auxquels il faut avoir joué dans sa vie.

## Postérité
Une suite est sortie deux ans après la première version et est intitulée Chuckie Egg 2 (en). Une des évolutions de cette version est la présence de niveaux répartis sur plusieurs écrans.